# 王沛棻
王沛棻，字斋堂，河南省光州直隸州人，清朝政治人物、進士出身。

## 生平
光緒十六年（1890年），参加光緒庚寅科殿試，登進士二甲11名。同年五月，改翰林院庶吉士。光緒十八年五月，散館，著以部属用。光绪三十年（1904）任靖边县知县。